# John Cusack
John Paul Cusack (* 28. června 1966 Evanston, Illinois) je americký herec, producent a scenárista. Do roku 2012 se objevil ve více než 50 filmech, včetně titulů Cesta Natty Gannové, Řekni cokoliv..., Tenká červená linie, Con Air, V kůži Johna Malkoviche, Pokoj 1408, 2012 a Vražda v Šanghaji.

## Osobní život
Narodil se roku 1966 v illinoiském Evanston do irsko-americké rodiny. Matka Ann Paula „Nancy“ Cusacková (rozená Carolanová) je bývalá učitelka matematiky a politická aktivistka. Otec Dick Cusack (1925–2003) vlastnil filmovou produkční společnost a byl hercem, kterými se stali také Cusackovi čtyři sourozenci Ann, Joan, Bill a Susie. Otec pracoval také jako tvůrce dokumentárních snímků. Rok studia strávil na Newyorské univerzitě.

## Soukromý život
Jako fanoušek podporuje baseballové kluby Chicago Cubs a Chicago White Sox. Opakovaně byl také přítomen utkáním Chicago Bears a na finále Stanley Cupu, v němž bojoval klub Chicago Blackhawks.
Řadu let provozuje kickboxing pod trenérským vedením bývalého mistra světa Benny Urquideze. Spolupráci s ním navázal v rámci přípravy role ve filmu Řekni cokoliv... a je držitelem šestého stupně černého pásku v Urquidezem založeném systému ukidokan kickboxu.

### Politické názory
V letech 2005–2009 články přispíval do The Huffington Post, včetně rozhovoru s Naomi Kleinovou. Odmítavě se vyjádřil k válce v Iráku a pohrdlivě také na adresu vlády George W. Bushe, když její pohled na svět označil za „deprimující, prokorupční, nezákonný a tragicky absurdní“.

### Stalking
V březnu 2008 došlo k zatčení a uvěznění Emily Leathermanové pro stalking před Cusackovým domem v Malibu. 10. října 2008 jí byla nařízena povinná psychiatrická léčba s pětiletou zkušební dobou a udělen desetiletý zákaz přiblížení se k herci, jeho domu a místům výkonu jeho zaměstnání.

## Filmografie
| Herecká filmografie | Herecká filmografie                                       | Herecká filmografie               | Herecká filmografie |
| Rok                 | Film                                                      | Role                              | Poznámka |
| ------------------- | --------------------------------------------------------- | --------------------------------- | --- |
| 1983                | Třída                                                     | Roscoe Maibaum                    | |
| 1984                | Sixteen Candles                                           | Bryce                             | |
| 1984                | Grandview USA                                             | Johnny Maine                      | |
| 1985                | The Sure Thing                                            | Walter (Gib) Gibson               | |
| 1985                | Cesta Natty Gannové                                       | Harry                             | |
| 1985                | Radši umřít                                               | Lane Meyer                        | |
| 1986                | Stůj při mně                                              | Denny Lachance                    | |
| 1986                | Ztřeštěné léto                                            | Hoops McCann                      | |
| 1987                | Horké pronásledování                                      | Dan Bartlett                      | |
| 1987                | Vysíláme zprávy                                           | Angry Messenger                   | |
| 1988                | Osm mužů z kola ven                                       | Buck Weaver                       | |
| 1988                | Tapeheads                                                 | Ivan Alexejev                     | |
| 1989                | Elvis Stories                                             | Corky                             | |
| 1989                | Řekni cokoliv...                                          | Lloyd Dobler                      | Chicago Film Critics Association Awards v kategorii nejslibnější herec |
| 1989                | Tlusťoch a Chlapeček                                      | Michael Merriman                  | |
| 1990                | Švindlíři                                                 | Roy Dillon                        | |
| 1991                | Za každou cenu                                            | Peter Burton                      | |
| 1992                | Stíny a mlha                                              | Student Jack                      | |
| 1992                | Hráč                                                      | sám sebe                          | cameo role |
| 1992                | Bob Roberts                                               | nabroušený moderátor              | |
| 1992                | Jízda života                                              | Caspar                            | |
| 1993                | Mapa lidského srdce                                       | The Mapmaker                      | |
| 1993                | Prachy za nic                                             | Joey Coyle                        | |
| 1994                | Floundering                                               | JC                                | |
| 1994                | Výstřely na Broadwayi                                     | David Shayne                      | |
| 1994                | Vítejte ve Wellville                                      | Charles Ossining                  | |
| 1996                | Vyšší zájem                                               | Kevin Calhoun                     | |
| 1997                | Jasný terč                                                | Martin Q. Blank                   | |
| 1997                | Con Air                                                   | Vince Larkin                      | |
| 1997                | Anastázie                                                 | Dimitrij (hlas)                   | |
| 1997                | Půlnoc v zahradě dobra a zla                              | John Kelso                        | |
| 1998                | Chicago Cab                                               | děsnej chlap                      | také výkonný producent |
| 1998                | This Is My Father                                         | Eddie Sharp                       | |
| 1998                | Tenká červená linie                                       | kapitán Gaff                      | Satellite Awards v kategorii nejlepší obsazení (film) |
| 1999                | Bláznivá runway                                           | Nick Falzone                      | |
| 1999                | Cradle Will Rock                                          | Nelson Rockefeller                | |

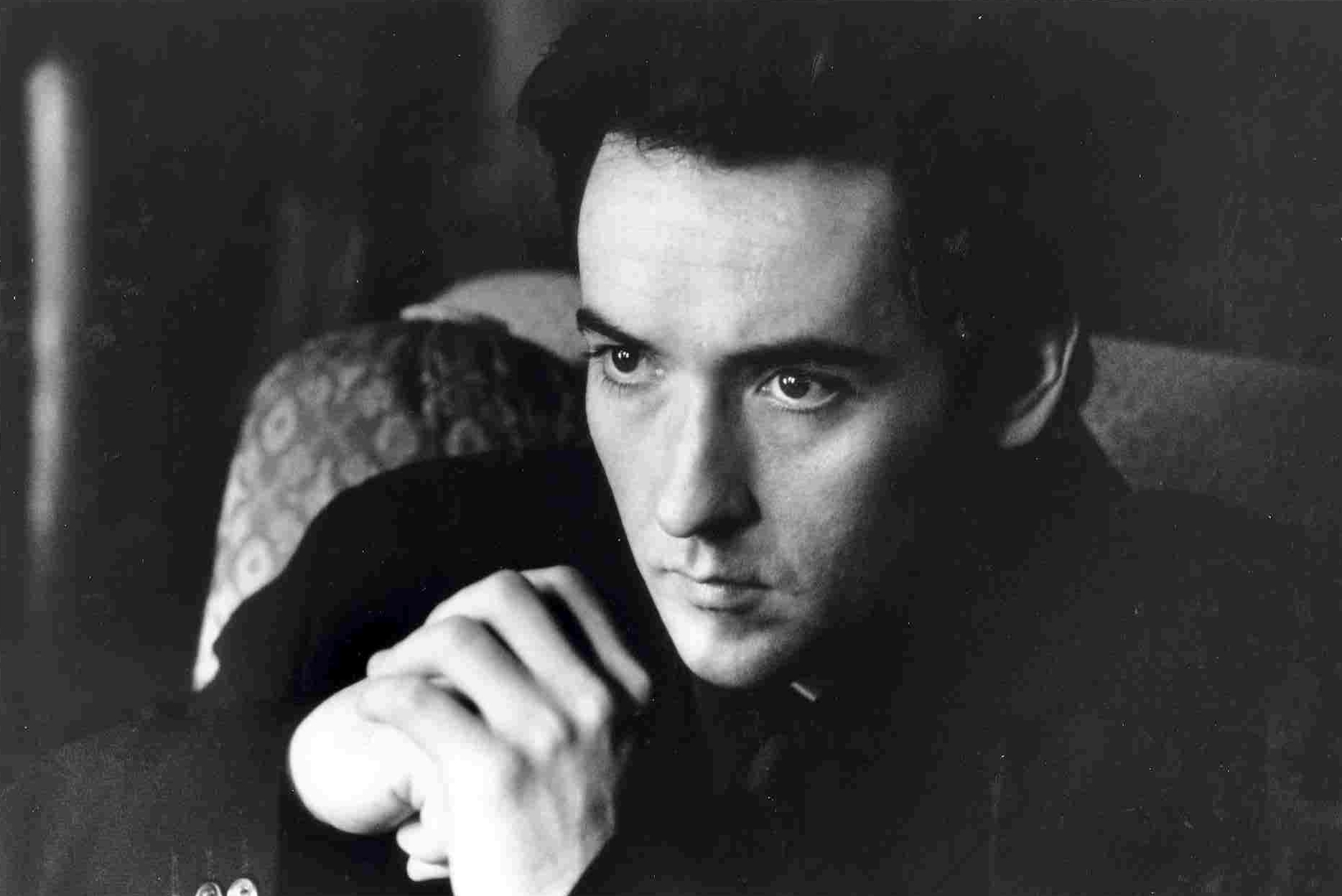
John Cusack, 2007

| 1999                | V kůži Johna Malkoviche                                   | Craig Schwartz                    | nominace – American Comedy Awards v kategorii nejvtipnější herec v hlavní roli (film) nominace – Independent Spirit Awards v kategorii nejlepší mužský herecký výkon v hlavní roli nominace – London Critics Circle Film Awards v kategorii nejlepší herec roku nominace – Online Film Critics Society Awards v kategorii nejlepší obsazení nominace – Cena Sdružení filmových a televizních herců v kategorii nejlepší obsazení (film) |
| 2000                | Všechny moje lásky                                        | Rob Gordon                        | také scénář nominace – American Comedy Awards v kategorii nejvtipnější herec v hlavní roli (film) nominace – Filmová cena Britské akademie v kategorii nejlepší scénář nominace – Empire Awards v kategorii nejlepší mužský herecký výkon v hlavní roli nominace – Teen Choice Awards v kategorii největší výbuch vzteku nominace – Ocenění Univerzity Jižní Kalifornie v kategorii nejlepší scénář nominace – Writers Guild of America Awards v kategorii nejlepší adaptovaný scénář nominace – Zlatý glóbus v kategorii nejlepší mužský herecký výkon v hlavní roli – film (muzikál/komedie |
| 2001                | Zlatíčka pro každého                                      | Eddie Thomas                      | |
| 2001                | Lásce na stopě                                            | Jonathan Trager                   | |
| 2002                | Max                                                       | Max Rothman                       | pomocný producent |
| 2002                | Adaptace                                                  | sám sebe                          | neuveden v titulcích |
| 2003                | Identita                                                  | Ed Dakota                         | |
| 2003                | Breakfast With Hunter                                     | sám sebe                          | dokumentární |
| 2003                | Porota                                                    | Nicholas Easter                   | |
| 2005                | Láska na inzerát                                          | Jake Anderson                     | |
| 2005                | Ledová sklizeň                                            | Charlie Arglist                   | |
| 2006                | Buy the Ticket, Take the Ride: Hunter S. Thompson on Film | sám sebe                          | dokumentární |
| 2006                | Kontrakt                                                  | Ray Keene                         | |
| 2007                | Joe Strummer: The Future Is Unwritten                     | sám sebe                          | dokumentární |
| 2007                | Dítě z Marsu                                              | David Gordon                      | |
| 2007                | Pokoj 1408                                                | Mike Enslin                       | nominace – Cena Saturn v kategorii nejlepší mužský herecký výkon v hlavní roli |
| 2007                | Grace už není                                             | Stanley Philipps                  | producent |
| 2008                | Igor                                                      | Igor                              | hlas |
| 2008                | Válka a. s.                                               | Brand Hauser                      | také scenárista producent |
| 2009                | 2012                                                      | Jackson Curtis                    | nominace – Teen Choice Awards v kategorii nejlepší mužský herecký výkon – film (sci-fi) |
| 2010                | To byl zítra flám                                         | Adam                              | producent |
| 2010                | Smrt v Šanghaji                                           | Paul Soames                       | |
| 2012                | Havran                                                    | Edgar Allan Poe                   | |
| 2012                | Reportér                                                  | Hillary Van Wetter                | |
| 2012                | Únos                                                      | Mike Fletcher                     | |
| 2013                | Kódované vysílání                                         | Emerson Kent                      | |
| 2013                | Adult World                                               | Rat Billings                      | |
| 2013                | Zmrzlá zem                                                | Robert Hansen                     | |
| 2013                | Komorník                                                  | Richard Nixon                     | nominace – Cena Sdružení filmových a televizních herců v kategorii nejlepší filmové obsazení |
| 2013                | Grand Piano                                               | Clem                              | |
| 2014                | The Bag Man                                               | Jack                              | |
| 2014                | Mapy ke hvězdám                                           | Dr. Stafford Weiss                | Canadian Screen Awards v kategorii v kategorii nejlepší mužský herecký výkon ve vedlejší roli |
| 2014                | Drive Hard                                                | Simon Keller                      | |
| 2014                | The Prince                                                | Sam                               | |
| 2014                | Love & Mercy                                              | Brian Wilson v osmdesátých letech | |
| 2014                | Reclaim                                                   | Benjamin                          | |
| 2015                | Boj o Hedvábnou stezku                                    | Lucius                            | |
| 2015                | Chi-Raq                                                   | Fr. Mike Corridan                 | |
| 2016                | Cell                                                      | Clayton Riddell                   | |
| 2017                | Pokrevní mstitel                                          | Sal                               | |
| 2017                | Blood Money                                               | Miller                            | |
| 2017                | Singularity                                               | Elias van Dorne                   | |
| 2018                | River Runs Red                                            | Horace                            | |
| 2019                | Never Grow Old                                            | Albert                            | |
| 2019                | Distorted                                                 | Vernon Sarsfield                  | |

### Televize
| Rok  | Název       | Role               | Poznámky                                  |
| ---- | ----------- | ------------------ | ----------------------------------------- |
| 1996 | Frasier     | Greg               | díl: „Náš otec, jehož umění není nebeské“ |
| 1999 | Jack Bull   | Myrl Redding       | TV film, také výkonný producent           |
| 2014 | Wall Street | Ted                | pilotní díl, také výkonný producent       |
| 2014 | Doll & Em   | John               | díl: „Three“                              |
| 2019 | Utopia      | Dr. Kevin Christie | hlavní role                               |